# Cervélo
Cervélo Cycles Inc. (Portmanteauwort aus dem italienischen Cervello, dt.: Gehirn, und dem französischen Vélo, dt.: Fahrrad) ist ein amerikanischer Fahrradhersteller der 1995 von Phil White und Gérard Vroomen gegründet wurde. Das Unternehmen ist insbesondere für seine Vorreiterrolle bei aerodynamischen Carbonrahmen bekannt, mit denen mehrere Gesamtsiege bei der Tour de France, anderen Grand Tours und Klassikern gewonnen wurden.
Der Vertrieb in Deutschland erfolgt über Cervélo Europe, eine Tochter der Derby Cycle Holding GmbH.

## Geschichte

### Ab 1990
Anfang der 1990er Jahre lernten sich der Kanadier Phil White und der Niederländer Gérard Vroomen, beide mit Hintergründen in der Aerodynamik an der Universität Montreal kennen und bauten im Rahmen ihres Studiums der Ingenieurwissenschaften einen windschnittigen Fahrradrahmen. 1995 wurde das Unternehmen gegründet. Im gleichen Jahr wurde Gianni Bugno ein Prototyp angeboten: Das im Modell mit Y-förmigem Rahmen, gebogenem Unterrohr und Zeitfahrlenker gefiel Bugno, wurde von Sponsoren jedoch abgelehnt, da es nicht für vermarktbar gehalten wurde. Cervélo war einer der ersten Fahrradhersteller, der Rahmen im Windtunnel untersuchte.

### Ab 2000

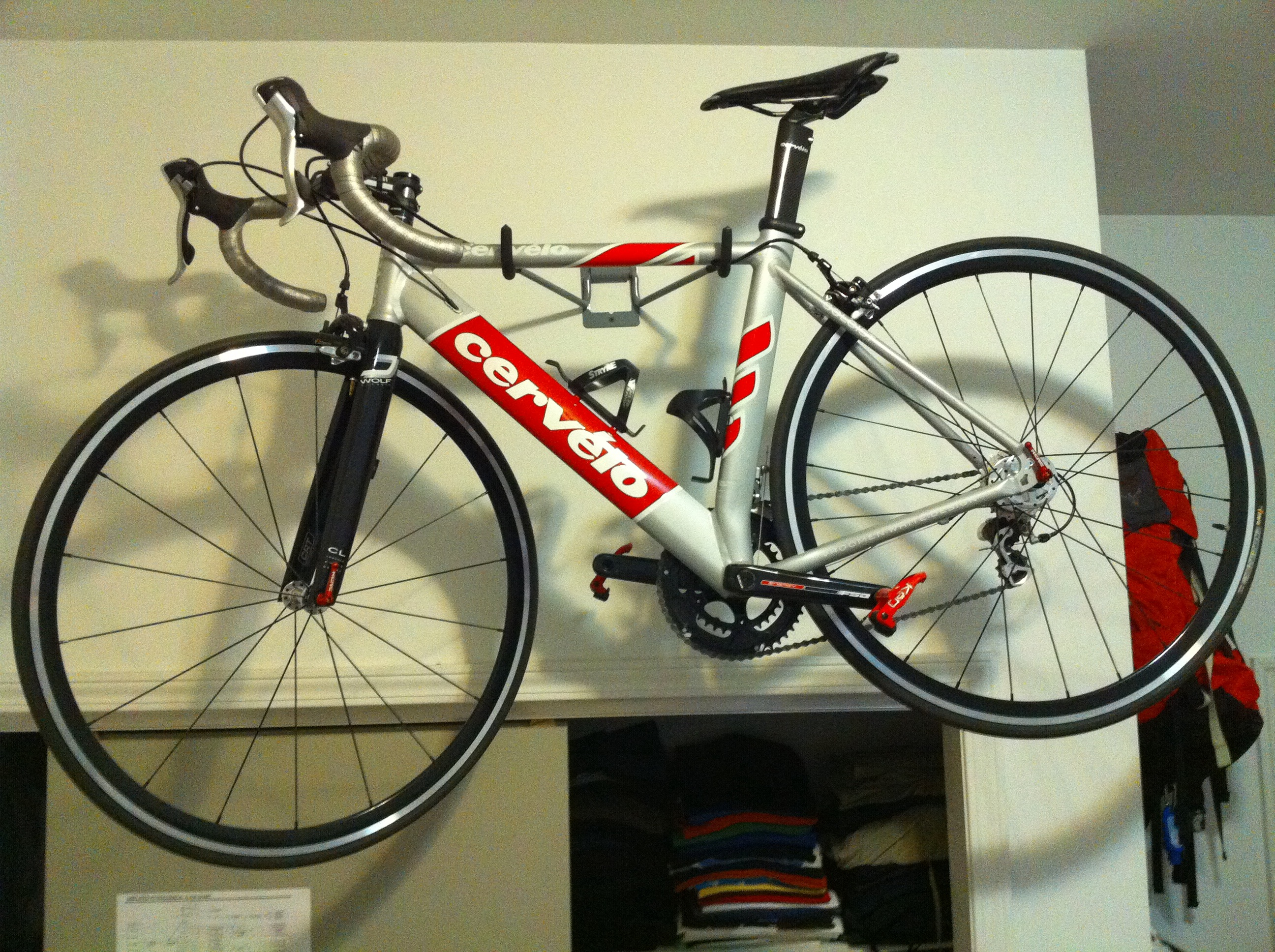
Soloist von 2006, Aluminium. Gut zu sehen sind aerodynamische Gestaltungen wie abgeflachte Rohre und Streben und ein für damalige Verhältnisse geringer Abstand zwischen Reifen und Rahmen.

Erstmalig wurde Cervélo bei den Olympischen Sommerspielen 2000 in Sydney der größeren Öffentlichkeit bekannt: Nachdem der Kanadier Eric Wohlberg kurzfristig nominiert worden war und noch kein Fahrrad vom eigentlichen Sponsor GT Bicycles erhalten hatte, trat er auf einem Cervélo an. Wohlberg gewann anschließend auf Cervélos mehrere nationale Meisterschaften im Einzelzeitfahren. Das Unternehmen konnte seinen Absatz zunächst in Kanada und insbesondere im Zeitfahr- und Triathlonmarkt, der offener für aerodynamische Optimierungen ist, steigern.
2000 erließ der internationale Radsportdachverband UCI aufgrund der aufkommenden aerodynamischen Formgebunden ein technisches Regelwerk, dass unter anderem einen klassischen Diamantrahmen vorschreibt und den Wettlauf um das beste Material bremsen sollte. Diese Regeländerung schloss die aktuellen Modelle diverser Hersteller von Wettbewerben aus, die Cervélos entsprachen jedoch den neuen Regularien.
Beim Triathlon, der nicht den Regularien der UCI unterliegt und deutlich mehr aerodynamische Optimierung ermöglicht war Cervélo mit Modellem wie dem Eyre einflussreich, dessen aerodynamisches Unterrohr später von anderen Herstellern übernommen wurde.
Um in europäischen Markt und den Straßenradsport vorzustoßen, konnte Bjarne Riis’ Team CSC 2003 für ein Sponsoring gewonnen werden. Trotz anfänglicher Schwierigkeiten mit dem Material wurde CSC später zu einem der besten Teams der Welt: Mit dem extra für das Rennen entwickelten R3 konnte Fabian Cancellara 2006 bei Paris-Roubaix den ersten Klassiker-Sieg erringen. Im gleichen Jahr gewann Ivan Basso, der in der nächsten Saison wegen Dopings gesperrt wurde, den Giro d’Italia mit über neun Minuten Vorsprung. 2008 wurde Cérvelo mit Carlos Sastre der erste kanadische Hersteller, auf dessen Fahrrad die Tour de France gewonnen wurde.

### Ab 2010

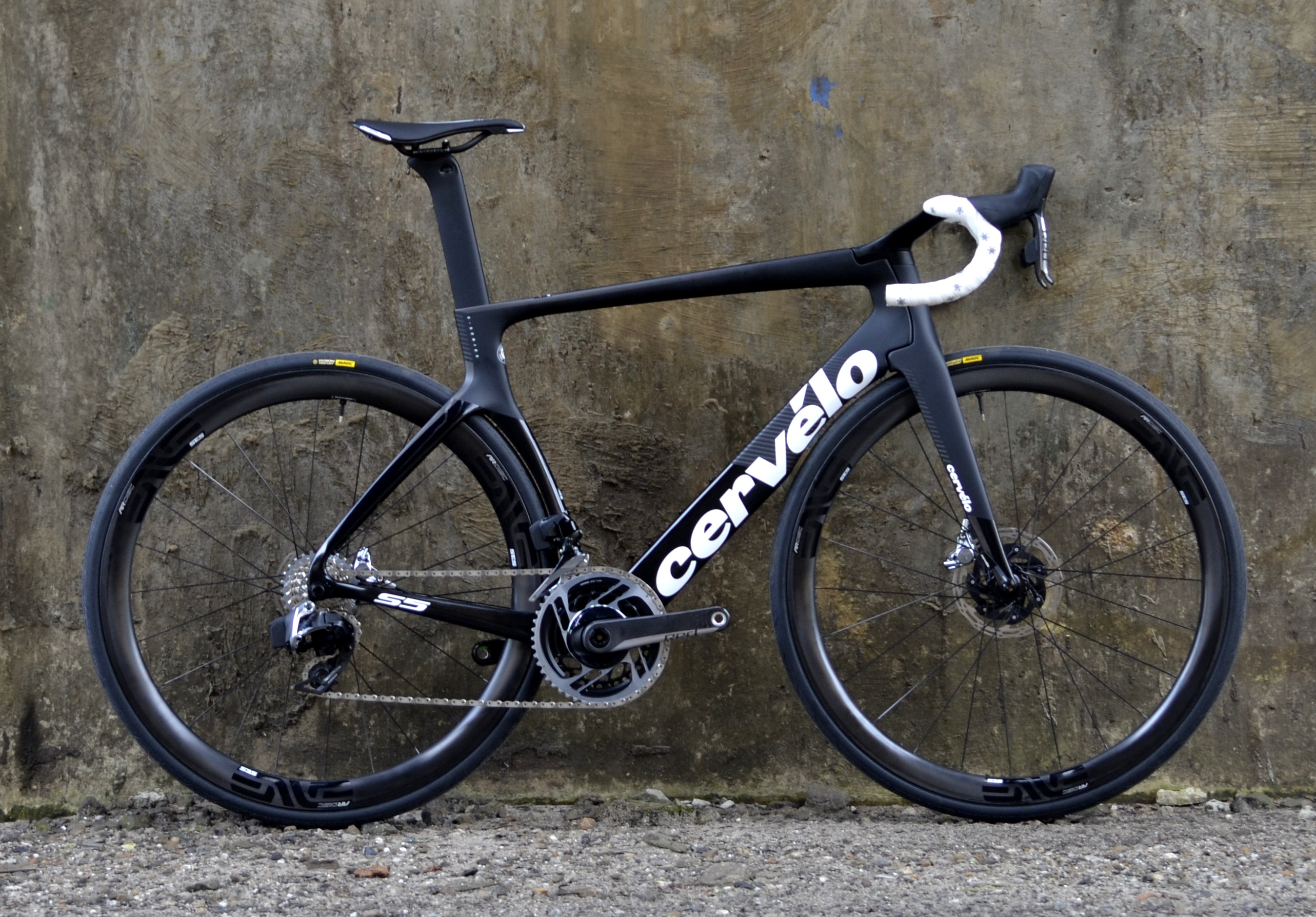
S5 von 2019, Carbon.

2011 verließ Vrommen das Unternehmen, im Februar 2012 übernahm die niederländische Pon Holding Cervélo komplett.
Im September 2019 gab das Unternehmen bekannt, den Firmenhauptsitz nach Aliso Viejo in Kalifornien zu verlegen.

## Produktion
Die CFK-Rahmen von Cervelo werden u. a. von Ten Tech Composites in der VR China hergestellt.

## Sport-Sponsoring

### Radsport

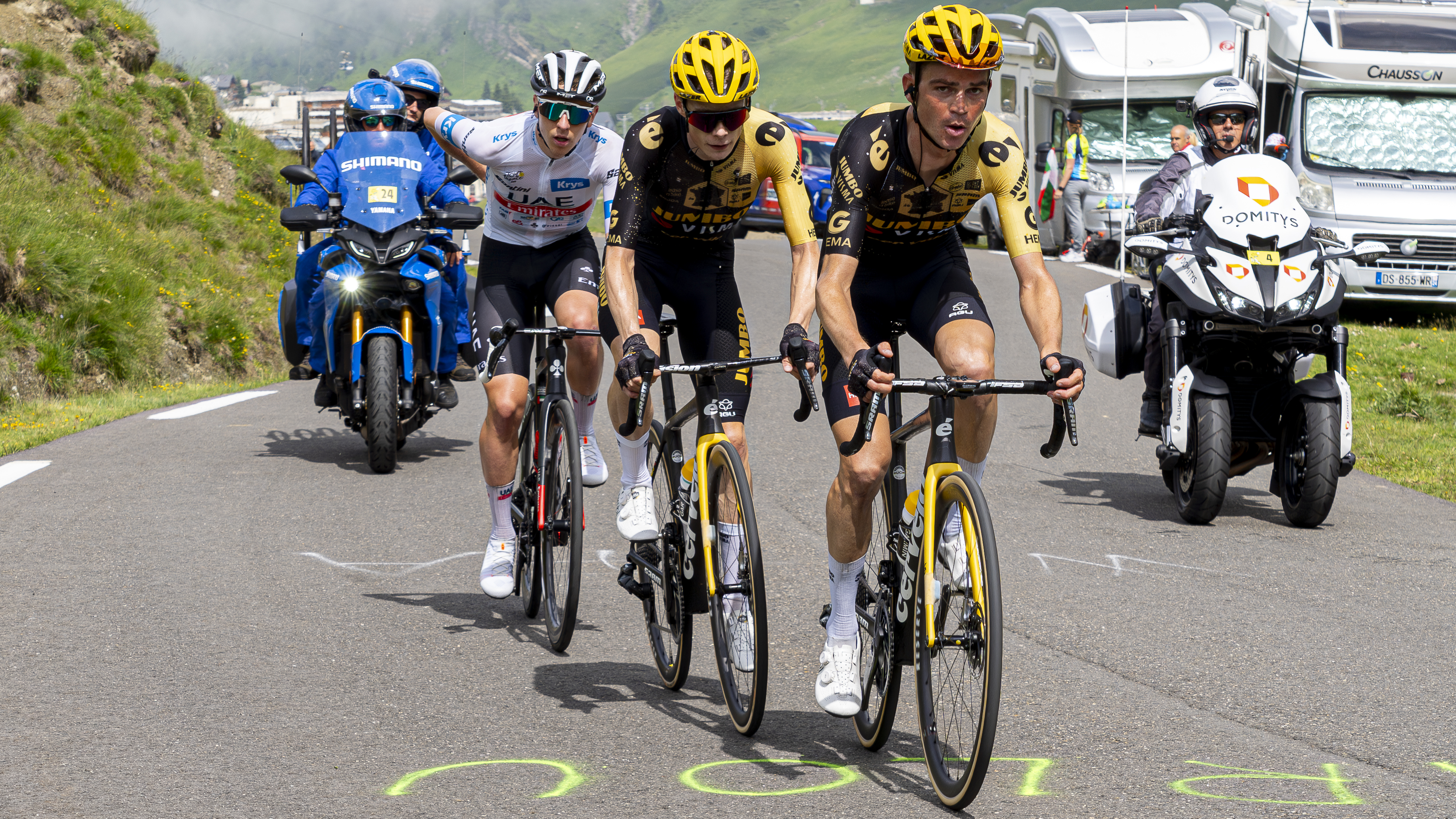
Jonas Vingegaard (Mitte) und Sepp Kuss (rechts) von Team Jumbo-Visma auf einem Cervélo bei der Tour de France 2023

Cervélo stattete bis zum Ende der Saison 2008 das dänische ProTeam CSC aus. Von 2009 bis 2010 betrieb das Unternehmen unter dem Namen Cervélo TestTeam ihr eigenes Radsportteam. Dieses fusionierte zur Saison 2011 mit dem ehemaligen Team Garmin-Transitions zum Team Garmin-Cervélo. Auch danach blieb Cervélo Ausrüster mehrerer internationaler Männerradsporteams, so zum Beispiel von Jumbo-Visma. Auch im Frauenradrennsport unterstützt Cervélo u. a. das Cervélo Bigla Pro Cycling Team.
| Jahr | Grand Tour      | Fahrer           | Team             |
| ---- | --------------- | ---------------- | ---------------- |
| 2023 | Vuelta a España | Sepp Kuss        | Team Jumbo-Visma |
| 2023 | Tour de France  | Jonas Vingegaard | Team Jumbo-Visma |
| 2023 | Giro d'Italia   | Primož Roglič    | Team Jumbo-Visma |
| 2022 | Tour de France  | Jonas Vingegaard | Team Jumbo-Visma |
| 2021 | Vuelta a España | Primož Roglič    | Team Jumbo-Visma |
| 2012 | Giro d'Italia   | Ryder Hesjedal   | Garmin-Barracuda |
| 2008 | Tour de France  | Carlos Sastre    | Team CSC         |
| 2006 | Giro d'Italia   | Ivan Basso       | Team CSC         |